# Orobinec nejmenší
Orobinec nejmenší (Typha minima) je druh jednoděložné rostliny z čeledi orobincovité.

## Popis

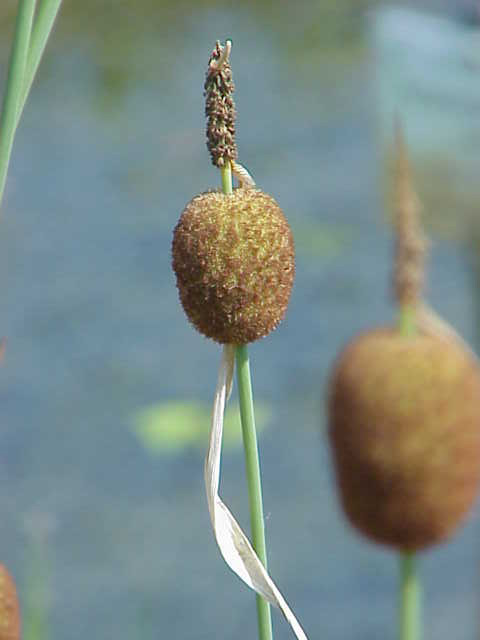
Detail květenství

Jedná se o vytrvalou, cca 30 cm - 1 m vysokou rostlinu s oddenkem. Listy jsou jednoduché, střídavé, přisedlé, uspořádané do 2 řad. Čepele jsou celistvé, čárkovité se souběžnou žilnatinou, jsou velmi úzké, jen asi 1–3 mm široké, u kvetoucích rostlin bývají čepele zakrnělé. Květy jsou v květenstvích, hustých tlustých klasech složených z mnoha květů, někdy se tento typ květenství nazývá palice. Jedná se o jednodomé rostliny, květy jsou jednopohlavné, oddělené do zvláštních částí květenství, dole jsou samičí, nahoře samčí. Jsou to 2 oddělené palice, samičí a samčí, umístěné za sebou, nahoře je samčí. Mezi palicemi je malá mezera, ale jindy na sebe palice v podstatě navazují. Palice jsou přibližně stejně dlouhé, ale poměrně krátké, jen 1,5–5 cm. Okvětí je zakrnělé, v podobě chlupů, uspořádaných do nepravidelných přeslenů. U orobince nejmenšího u samčích květů chlupy chybí, u samičích jsou přítomny, ale jsou na konci kyjovitě rozšířené. Samčí květy obsahují nejčastěji 3 tyčinky, nitky jsou na bázi v různé délce srostlé. Pyl se šíří pomocí větru. V samičích květech je gyneceum složené z jednoho plodolistu (monomerické). Semeník je svrchní. Plod je suchý, pukavý, jedná se o měchýřek, který je však velmi drobný a před puknutím vypadá jako nažka. Plody se šíří pomocí větru, létací aparát jsou chlupy okvětí.

## Rozšíření ve světě
Orobinec nejmenší roste v Evropě a v Asii, ale jeho areál je značně nesouvislý. V Evropě roste např. v Alpách a v okolí a v horách na Balkáně.

## Rozšíření v Česku
V ČR rostl asi před 100 lety poblíž Hrdlořez u Suchdola nad Lužnicí, od té doby nebyl nalezen. Jedná se o vyhynulý druh flóry ČR (A1). Druh roste většinou na březích větších horských řek jako pionýrská rostlina, v ČR nemá jistě pro svůj výskyt tak dobré podmínky jako třeba v Alpách.